# Ethnikós Astéras
Maillots
Le Ethnikós Astír Gymnastikós Athlitikós Ómilos (en grec moderne : Εθνικός Αστήρ Γυμναστικός Αθλητικός Όμιλος), plus couramment abrégé en Ethnikós Astéras, est un club de football grec fondé en 1927 et basé dans la ville de Episkopí, près d'Athènes.

## Historique
- 1927 : fondation du club

## Personnalités du club

### Présidents
- Stelios Sfakianakis

### Entraîneurs
| - Stathis Stathopoulos (1997) - Stathis Stathopoulos (1999) - Spýros Livathinós (1999 - 2001) - Nikos Alefantos (2001 - 2002) - Spýros Livathinós (2002) - Georgios Vazakas (2002) - Antonis Manikas (2003) - Giannis Georgaras (2004) | - Ilias Armodoros (2004 - 2005) - Stathis Stathopoulos (2005) - Antonis Manikas (2006 - 2007) - Dimitris Kalaitzidis (2007 - 2008) - Antonis Manikas (2008) - Siniša Gogić (2008) - Babis Tennes (2008) - Armandos Leimanis | - Babis Tennes (2008 - 2009) - Antonis Manikas (2009 - 2010) - Nikos Pantelis (2010 - 2011) - Nikos Pantelis (2011) - Petros Dimitriou (2011 - 2012) - Petros Dimitriou (2012) |